# Fabbrica Italiana Lamine Milano

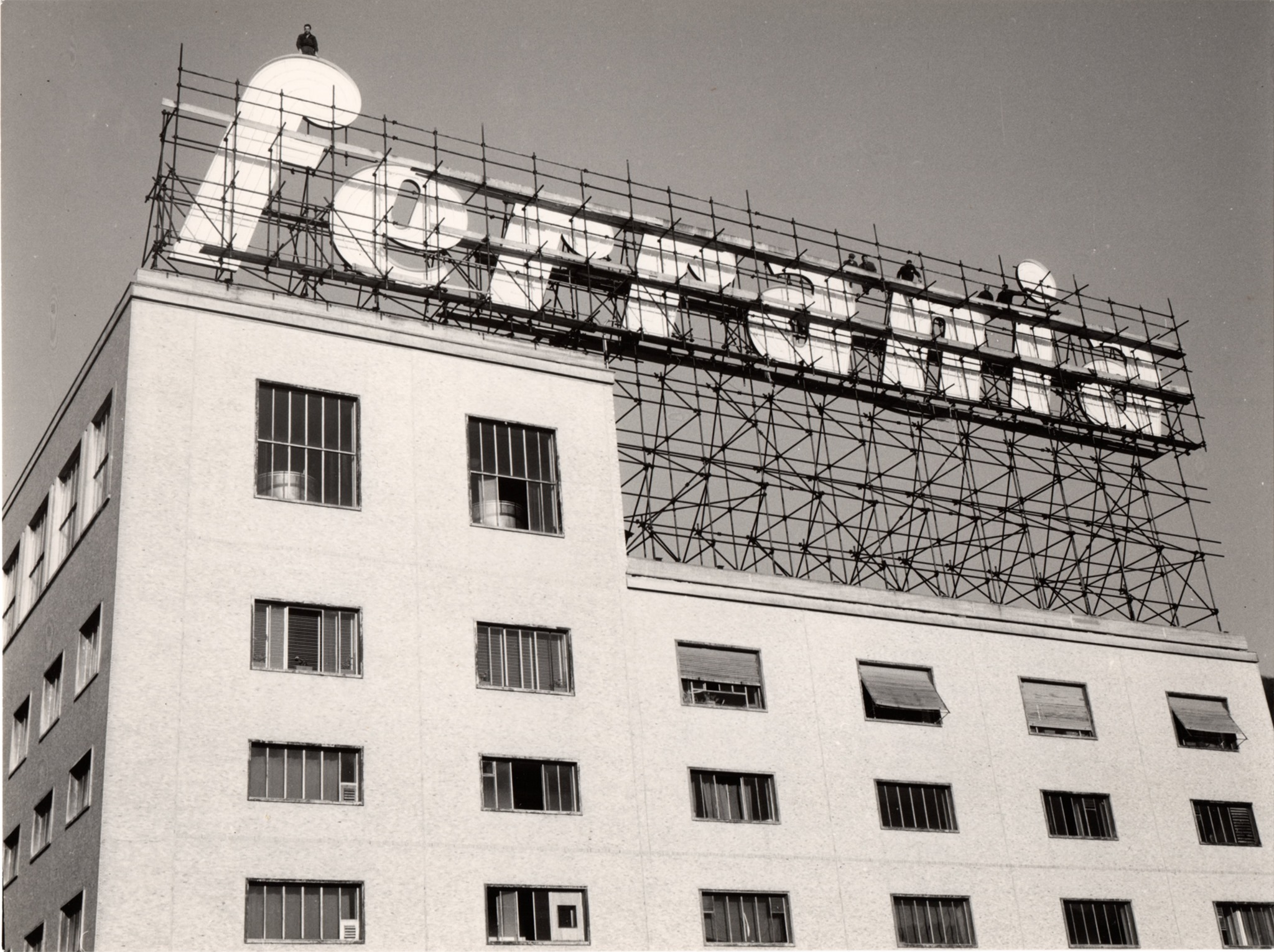
Sede dello stabilimento FILM a Ferrania

La Fabbrica Italiana Lamine Milano (FILM) era un'azienda produttrice di pellicola cinematografica degli inizi del secolo: produsse le prime emulsioni fotografiche nel 1920. L'acronimo corrisponde alla parola inglese che significa pellicola, ossia film, appunto. La sede storica dell'azienda era a Ferrania, da cui poi prese il nome (Ferrania Technologies) nel 1938.